# اچ‌ام‌اس اچ۴۱
اچ‌ام‌اس اچ۴۱ (به انگلیسی: HMS H41) یک زیردریایی بود که طول آن ۱۷۱ فوت ۰ اینچ (۵۲٫۱۲ متر) بود. این زیردریایی در سال ۱۹۱۸ ساخته شد.